# José Enrique Díaz Chávez
José Enrique Díaz Chávez (Tupambaé, Cerro Largo, Uruguai, 17 de gener de 1932 - 4 de juliol de 2025) va ser un advocat i polític uruguaià. Va ser Ministre de l'Interior des de març de 2005, al prendre Tabaré Vázquez possessió com a president, fins a 2007. Díaz va ser cofundador del Front Ampli i al costat de José Pedro Cardoso va signar els documents que integraven el Partit Socialista al Front Ampli.
En la seva joventut Díaz va ser militant del Partit Socialista, així com Secretari General de la Federació d'Estudiants de l'Interior i dirigent de la Federació d'Estudiants Universitaris de l'Uruguai (FEEU), per la qual va participar en el Congrés Mundial d'Estudiants el 1957 a Nigèria.
Fou llicenciat de la Facultat de Dret de la Universitat de la República amb el títol de Doctor en Dret (Advocat Laborista).
En èpoques de dictadura, Díaz s'hagué d'exiliar cap a l'Argentina perquè era militant d'esquerra i allí va revalidar el seu títol d'advocat. Anys més tard a l'establir-se una dictadura també a l'Argentina, Diaz s'exilia a Espanya, on novament revalida el seu títol d'advocat. Durant el seu exili Díaz va representar el Partit Socialista de l'Uruguai (PSU) en diversos països, participant així en nombrosos esdeveniments internacionals.